# Caracho
Caracho war eine Elektropunkband aus Hamburg. Ihr Markenzeichen waren die blonden Perücken und Schnauzbärte ihrer Mitglieder.

## Bandgeschichte
2006 wurde die Band von Sänger Sven Lauer, DJ Omo Bewarder und Bassist Ivo Vossen spontan als Überraschungsgag für eine Party gegründet. 2008 erschien auf dem bandeigenen Label „oneeyedcharlie“ ihr erstes Album Lass Uns Bambi Spielen, aus dem die Singles In Hamburg Sagt Man JaJa und Schwarze Katze ausgekoppelt wurden. Für Schwarze Katze kooperierte Caracho mit dem britischen Duo Right Said Fred, initiierte dafür ein Schlammcatchen-Video mit den Briten und landete mit dem Song in Deutschland einen Achtungserfolg. Für Liveauftritte wurde das Line-up um Performancekünstler ergänzt.
Bundesweit von sich reden machte das Trio mit ihrer „Tour Le Dispo“ (2008, 2010), eine Konzertreihe in der Tradition von Flashmobs, die kurzfristig über das Internet und soziale Netzwerke angekündigt wurden. Sie bespielten Eingangsräume von Banken in deutschen Großstädten, um auf Missstände der Kulturpolitik hinzuweisen. Mit der „Caracho Tour Le 3-2-1 Die Stadt ist meins“ zeigte Caracho ihre Solidarität mit der Protestbewegung im Hamburger Gängeviertel Valentinskamp. Ende 2010 wechselte die Besetzung am Schlagzeug, Henning Brandt verließ die Band und wurde durch Jan Ole Jönsson ersetzt. 2011 erscheint das zweite Studioalbum Die Jagd beginnt! das von Breakbeats und Gitarren dominiert wurde. 2012 trat die Band beim Hamburger Rock & Wrestling auf. 2014 wechselte Sänger Lauer zu Jupiter Jones. Nach einer mehrjährigen Pause löste sich die Band 2017 auf.

## Tour Le Dispo
Im Vorfeld der Veröffentlichung des Albums Die Jagd beginnt tourten Caracho Ende Oktober 2010 durch Berlin, Frankfurt, Köln und Hamburg. Mit eigenem Soundsystem wurden EC-Schalterhäuschen von jeweils zwei großen Banken in der Innenstadt zum Schauplatz eines Live-Konzerts, bevor dann in einem Club der jeweiligen Stadt weitergespielt wurde. Wo die Tour begann, wurde jeweils am Vortag über Website, Facebook, Twitter, Myspace und den Newsletter bekannt geben. Ihre erste „Tour Le Dispo“ fand 2008 statt, eine zweite „Tour le 3,2,1 – Die Stadt ist meins!“ (2010) brachte Caracho den Bild-Titel „durchgeknallteste Bank-Band Deutschlands“ ein. Die „Tour le Dispo“ hatte eine politische Botschaft: „Immer mehr Clubs schließen“, schimpfte Sven Lauer, die Kultursituation in Hamburg und anderen Städten gehe „rapide den Berg herunter“.

## Diskografie
- 2008: Lass uns Bambi spielen (One Eyed Charlie)
- 2011: Die Jagd beginnt (One Eyed Charlie)